# Shelek
Shelek är en ort i Kazakstan.   Den ligger i oblystet Almaty, i den sydöstra delen av landet, 1 000 km sydost om huvudstaden Astana. Shelek ligger 609 meter över havet och antalet invånare är 26 688.
Terrängen runt Shelek är lite kuperad. Runt Shelek är det glesbefolkat, med 13 invånare per kvadratkilometer. Det finns inga andra samhällen i närheten. Trakten runt Shelek består i huvudsak av gräsmarker.